# ФК Чардафон 1919
Вижте пояснителната страница за други значения на Чардафон.
ФК „Чардафон 1919“ е футболен клуб от Габрово.
Играе мачовете си на стадион „Априлов“, разполагащ с 5000 седящи места. Представителният екип на отбора е със зелени фланелки, червени гащета и зелени чорапи.

## История
ФК „Чардафон 1919“ (Габрово) е учреден официално през месец май 2011 година по инициатива на Христо Кирилов, който съвместява функциите на президент и треньор. Няколко фирми и частни лица подпомагат финансово клуба. С тяхната подкрепа на всички деца, които тренират в клуба, са осигурени официални и тренировъчни екипи, анцузи, зимни шуби, топки и всичко необходимо за провеждането на нормален тренировъчен процес.

## Статистика
- 2012/2013 „А“ ОФГ Габрово 6 място
- 2013/2014 „А“ ОФГ Габрово 4 място
- 2014/2015 „А“ ОФГ Габрово 4 място
- 2015/2016 „А“ ОФГ Габрово 3 място
- 2016/2017 „А“ ОФГ Габрово 4 място

## Състав за Сезон 2015/2016

#### Вратари
- Иван Петров
- Георги Милчев

#### Защитници
- Георги Братов
- Денислав Бинев
- Денис Денков
- Недко Ангелов
- Жоро Парев
- Цветомир Николов
- Иван Колев

#### Полузащитници
- Ивелин Лалев
- Тодор Гутев
- Пламен Генчев
- Мартин Костадинов
- Недко Стоянов
- Петко Гатев

#### Нападатели
- Станислав Божков
- Николай Иванов